# Fluidra
Fluidra S.A. (FDR: SM) est une société spécialisée dans le développement d’équipements et de solutions connectées pour le secteur de la piscine et du bien-être. Actuellement, elle est cotée à l’IBEX 35, indice de référence de la bourse espagnole, elle appartient à l’indice de durabilité FTSE4GOOD et est référencée dans le classement CDP (Carbon Disclosure Project).
Le Président Exécutif de Fluidra est Eloi Planes et Bruce Brooks (issu de Zodiac) en est le CEO.

## Histoire

### Origines

#### Fluidra etAstral Construcciones Metálicas
C’est en 1969 que Fluidra sous le nom de Astral Construcciones Metálicas a été fondée à Barcelone en Espagne par les familles Planes, Serra, Corbera et Garrigós.
Au fil des années, Fluidra est devenue une société à dimension internationale réunissant près de 7 000 employé(e)s opérant dans les sites de production et délégations commerciales de plus de 45 pays d’Europe, Amérique du Nord, Australie, Asie et Afrique.
Fluidra, dont le siège se trouve à Sant Cugat del Vallés près de Barcelone, a pour mission de créer l’expérience parfaite dans le domaine de la piscine et du bien-être, de manière responsable. La société est cotée en bourse en 2007.

#### Zodiac Pool Solutions (2013–2017)
En janvier 2013, le groupe français Zodiac Marine & Pool, issu du rapprochement des activités « marine » de Zodiac et de l'Américain Water Pik Technologies, société mère de Jandy Pool Products,, est scindé en trois entités. Alors que les divisions « Marine » et « Military and Professional » prennent leur indépendance, la division « Pool Care » conservée par Carlyle Group devient Zodiac Pool Solutions en 2013, et installe son siège au 32 bis boulevard Haussmann, à Paris.
Zodiac Pool Solutions ne commercialise alors que des équipements de piscine (système de filtration, système de chauffage, système de nettoyage d'eau et robots de nettoyage des surfaces).
En juillet 2014, Zodiac Pool Care annonce la suppression de 66 postes sur son site industriel de Belberaud et la délocalisation de la production de robots électriques en Malaisie.
En 2016, Carlyle Group cède Zodiac Pool Solutions à Rhône Group.

### Fusion de Fluidra avec Zodiac Pool
En novembre 2017, Fluidra, propriété de Rhône Group, et Zodiac Pool Solutions annoncent leur fusion, effective à l'été 2018. Le 1er mars 2020, Zodiac Pool Care France devient Fluidra France.
Fluidra a clos l’exercice 2021 en enregistrant un chiffre d’affaires de 2 187 millions d’euros et un BAIIA de 549 millions d’euros. En mars 2021, Fluidra a rejoint l’IBEX 35. Actuellement, la société détient un portefeuille des marques les plus renommées du secteur telles que Jandy, AstralPool, Zodiac, Polaris, Cepex, CTX Professional et Gré.
En mai 2024, un incendie ravage les locaux de stockage du site ex-Zodiac Pool de Saint-Sylvain-d’Anjou, dans le Maine-et-Loire.

## Secteurs d'activité
Fluidra opère dans le secteur de la piscine et du bien-être et est spécialisée dans la fabrication et la commercialisation d’équipements de filtration, de pompes, de solutions de désinfection et traitement de l’eau, d’éclairages, de revêtements ainsi que d’éléments de décoration et d’applications (Applis) permettant de contrôler les installations à distance.